# 都築貞枝
都築 貞枝（つづき さだえ、1901年4月21日 - 1987年10月20日）は、日本の教育者。元学校法人都築学園理事長。徳島県名西郡石井町城之内出身。
都築賴助は夫、前総長の都築泰壽は次男。

## 経歴
徳島県名西郡石井町城之内で、父久米丑太郎、母イシノの長女として生まれる。
- 1908年 名西郡石井尋常小学校（現石井町立石井小学校）入学
- 1909年 父丑太郎死亡。
- 1917年 石井尋常高等小学校卒業
- 1919年 看護婦国家試験に合格
- 1922年 大阪天王寺高等女学校(現・四天王寺高等学校）卒業
- 1925年 実践女学校専門部家政科（現・実践女子大学）を卒業。同科助手に任命される。
- 1926年 秋、石川県立輪島高等女学校(現・石川県立輪島高等学校）教諭
- 1931年 石川県立輪島高等女学校を退職。都築賴助と結婚。同年春、福岡県立柳河高等女学校（現・福岡県立伝習館高等学校）研究科講師。
- 1932年 長男義明（後に都築病院（後、つづきクリニックへ改称）院長）誕生。
- 1933年 福岡県立柳河高等女学校研究科講師を退職。同年秋、福岡県立早良高等女学校(現・福岡県立西福岡高等学校)教諭
- 1934年 長女律子誕生
- 1936年 次男泰壽誕生
- 1938年 次女哲子（九州大学医学部教授吉武潤一夫人）誕生。福岡県立早良高等女学校は西福岡高女と改称。
- 1941年 三男脩三（後の第一薬科大学副学長）誕生
- 1948年 長女律子死去。西福岡高女は校名を福岡県立西福岡高等学校と改称。新制高校としてスタート。
- 1948年 夏の人事異動で戦後全国初の公立高校女性校長として福岡県立西福岡高等学校校長に就任。
- 1950年 福岡県立筑紫中央高等学校校長。法務省第一回人権擁護委員。
- 1954年 福岡県労働基準局審議員。
- 1955年 福岡県立筑紫中央高等学校校長を願いにより退職。学校法人高宮学園（現・都築学園）の設立準備委員長。
- 1956年 学校法人高宮学園理事長。福岡第一高等学校開校、同校長。
- 1960年 第一薬科大学開校、同大学長。
- 1966年 福岡第一商業高校開校、同校長。学校法人高宮学園みやこ幼稚園設立、同幼稚園長。学校法人高宮育英学園設立、同理事長。福岡県青少年問題審議員。
- 1968年 第一経済大学開校、同大総長。
- 1969年 学校法人高宮育英学園を学校法人都築育英学園に変更。引き続き理事長。
- 1971年 学校法人都築学園室住幼稚園開園、同園長。
- 1974年 勲三等宝冠章叙勲。
- 1975年 第一保育短期大学(現・福岡こども短期大学)開学、同大総長。
- 1977年 せふり幼稚園開園、同園長。福岡予備校開校。
- 1979年 九州予備校開校。
- 1980年 法人名を学校法人都築高宮学園に改称。東京第一学園開校。
- 1983年 都築貞枝記念体育館竣工
- 1984年 鹿児島県国分市に学校法人都築教育学園設置、学園総長。第一工業大学、第一幼児教育短期大学、鹿児島第一幼稚園、第一電子技術学校を開校。九州産業大学理事。
- 1985年 都築高宮学園の法人名を学校法人都築学園に変更。
- 1986年 都築教育学園鹿児島第一高校開校。都築育英学園東京工業専門学校開校。
- 1987年 逝去日をもって、従四位に叙せられ、昭和天皇から銀盃一個を賜与せらる。

## 逝去後
都築貞枝を創設者と仰ぐ都築学園グループ傘下の学校では、命日である10月20日を「創立者記念日」とし、すべての授業が休講となる。また、各学校では貞枝及び賴助の遺影を飾った祭壇を設け「創立者記念式典」を行い、職員は祭壇に献花を行うと同時に、一礼四拍一礼と参拝の形式を取り故人を偲ぶ。